# Софіївсько-Борщагівська сільська рада
Софі́ївсько-Борщагі́вська сільська́ ра́да — адміністративно-територіальна одиниця та орган місцевого самоврядування в Києво-Святошинському районі Київської області. Адміністративний центр — село Софіївська Борщагівка.

## Загальні відомості
- Територія ради: 28,7 км²
- Населення ради: 6 571 особа (станом на 2001 рік)
- Територією ради протікає річка Нивка

## Населені пункти
Сільській раді підпорядковані населені пункти:
- с. Софіївська Борщагівка

## Склад ради
Рада складається з 32 депутатів та голови.
- Голова ради: Кудрик Олесь Тимофійович
- Секретар ради: Фоміна Елеонора Борисівна

### Керівний склад попередніх скликань
| Прізвище, ім'я, по батькові  | Основні відомості                                                                     | Дата обрання | Дата звільнення |
| ---------------------------- | ------------------------------------------------------------------------------------- | ------------ | --------------- |
| Кремець Сергій Володимирович | Сільський голова, 1957 року народження, член Всеукраїнського об'єднання «Батьківщина» | 26.03.2006   | 31.10.2010      |
| Денисенко Юрій Миколайович   | Сільський голова, 1965 року народження, освіта вища, безпартійний                     | 31.10.2010   | 27.05.2012      |
| Кудрик Олесь Тимофійович     | Сільський голова, 1958 року народження, освіта вища                                   | 27.05.2012   |                 |

Примітка: таблиця складена за даними сайту Верховної Ради України

### Депутати
За результатами місцевих виборів 2010 року депутатами ради стали:

#### За суб'єктами висування
| Суб'єкт висування                 | Кількість обраних депутатів | %    |
| --------------------------------- | --------------------------- | ---- |
| Самовисування                     | 30                          | 93,8 |
| Партія регіонів                   | 1                           | 3,1  |
| Політична партія «Велика Україна» | 1                           | 3,1  |

#### За округами
| № округу                          | Прізвище, ім'я, по батькові      | Дата визнання обраним | Освіта             | Партійна приналежність | Відомості про обраного депутата                                                  |
| --------------------------------- | -------------------------------- | --------------------- | ------------------ | ---------------------- | -------------------------------------------------------------------------------- |
| Партія регіонів                   |                                  |                       |                    |                        |                                                                                  |
| 31                                | Самосват Юлія Іванівна           | 30.05.2012            | незакінчена вища   | член Партії регіонів   | студентка                                                                        |
| Політична партія «Велика Україна» |                                  |                       |                    |                        |                                                                                  |
| 32                                | Шевчук Світлана Григорівна       | 30.05.2012            | вища               | позапартійна           | ПП "Житлосервіс Софіївка!, паспортист                                            |
| Самовисування                     |                                  |                       |                    |                        |                                                                                  |
| 1                                 | Дудка Руслан Петрович            | 30.05.2012            | вища               | позапартійний          | ТОВ "Юридична фірма «ЛЄКС», генеральний директор                                 |
| 2                                 | Буханенко Василь Романович       | 30.05.2012            | середня            | позапартійний          | приватний підприємець                                                            |
| 3                                 | Медвідь Олександр Вікторович     | 30.05.2012            | вища               | позапартійний          | КП «Реклама», начальник відділу контролю                                         |
| 4                                 | Гаврилюк Любов Павлівна          | 30.05.2012            | вища               | член Партії регіонів   | ТОВ «Сервісенерго», прибиральниця                                                |
| 5                                 | Литвиненко Олександр Миколайович | 30.05.2012            | вища               | член Партії регіонів   | ТОВ «Алсан Плюс», директор                                                       |
| 6                                 | Ковнацький Олег Сігизмундович    | 30.05.2012            | вища               | позапартійний          | ТОВ «Еталон-2», заступник директора                                              |
| 7                                 | Полозюкова Галина Митрофанівна   | 30.05.2012            | вища               | позапартійна           | ВПЗ с. Софіївська Борщагівка, начальник                                          |
| 8                                 | Криницький Олександр Васильович  | 30.05.2012            | вища               | позапартійний          | ПрАТ «Плодовоч», директор                                                        |
| 9                                 | Грінченко Віктор Геннадійович    | 30.05.2012            | вища               | позапартійний          | СК «СОВКИ-Музичі», заступник директора                                           |
| 10                                | Гарницька Ольга Борисівна        | 30.05.2012            | вища               | член Партії регіонів   | спецшкола № 317 м. Київ, вчитель                                                 |
| 11                                | Моцак Валентина Петрівна         | 30.05.2012            | середня            | позапартійна           | тимчасово не працює                                                              |
| 12                                | Гладка Юлія Олександрівна        | 30.05.2012            | вища               | член Партії регіонів   | Софіївсько-Борщагівська сільська рада, секретар                                  |
| 13                                | Фисак Микола Володимирович       | 30.05.2012            | середня            | позапартійний          | пенсіонер                                                                        |
| 14                                | Османов Халіль Темразович        | 30.05.2012            | вища               | позапартійний          | приватний підприємець                                                            |
| 15                                | Коротков Олександр Миколайович   | 30.05.2012            | вища               | позапартійний          | Методичне об'єднання учителів іноземної мови Києво-Святошинського району, голова |
| 16                                | Пушенко Оксана Іванівна          | 30.05.2012            | вища               | позапартійна           | ЗОШ І-ІІІ ст, с. Софіївська Борщагівка, директор                                 |
| 17                                | Розпутній Анатолій Миколайович   | 30.05.2012            | середня            | член Партії регіонів   | тимчасово не працює                                                              |
| 18                                | Шевель Микола Олександрович      | 30.05.2012            | середня            | член Партії регіонів   | Автогосподарство ГУ МВС України в Київській області, водій                       |
| 19                                | Коробчук Микола Григорович       | 30.05.2012            | середня            | член Партії регіонів   | ВАТ «Відрадненський ТК», черговий                                                |
| 20                                | Кулік Світлана Федорівна         | 30.05.2012            | середня спеціальна | член Партії регіонів   | ТОВ «Базіс Трейдінг», директор                                                   |
| 21                                | Головко Олександр Якович         | 30.05.2012            | вища               | позапартійний          | ТОВ «Тексіка», управитель логістики                                              |
| 22                                | Зайченко Любов Михайлівна        | 30.05.2012            | середня спеціальна | позапартійна           | ВАТ «Миронівський хлібопродукт», головний бухгалтер                              |
| 23                                | Мудревська Лариса Анатоліївна    | 30.05.2012            | вища               | позапартійна           | приватний підприємець                                                            |
| 24                                | Ахмеян Азіз Суренович            | 30.05.2012            | вища               | член Партії регіонів   | приватний підприємець                                                            |
| 25                                | Бабій Ігор Станіславович         | 30.05.2012            | вища               | член Партії регіонів   | Державне підприємство «Київське лісове господарство», водій                      |
| 26                                | Кашуба Дмитро Миколайович        | 30.05.2012            | вища               | позапартійний          | приватний підприємець                                                            |
| 27                                | Харченко Тетяна Миколаївна       | 30.05.2012            | середня спеціальна | член Партії регіонів   | КМКЛ № 6, сестра-господарка                                                      |
| 28                                | Мусієнко Володимир Іванович      | 30.05.2012            | вища               | позапартійний          | приватний підприємець                                                            |
| 29                                | Кожемяченко Михайло Григорович   | 30.05.2012            | середня            | член Партії регіонів   | ДК «Укрспецекспорт», старший інспектор охорони                                   |
| 30                                | Тертичний Михайло Григорович     | 30.05.2012            | середня            | член Партії регіонів   | Будівельна компанія «Косіба», маляр-висотник                                     |